# 奧地利的瑪麗亞·卡羅琳
奧地利的瑪麗亞·卡羅琳（德語：Maria Karoline von Österreich，1801年4月8日—1832年5月22日），神聖羅馬帝國末代皇帝法蘭茲二世與妻子兩西西里的瑪麗亞·特蕾莎的第四女。
1819年，瑪麗亞·卡羅琳與薩克森國王腓特烈·奧古斯特一世的姪子腓特烈·奧古斯特結婚，兩人沒有子女。瑪麗亞·卡羅琳於1832年因癲癇去世，死後葬在宮廷主教座堂。她的丈夫於1836年成為薩克森國王，即腓特烈·奧古斯特二世。